# Campionato africano femminile di pallavolo 1976
Il I Campionato africano femminile di pallavolo si è svolto nel 1976 a Porto Said, in Egitto. Al torneo hanno partecipato 6 squadre nazionali africane e la vittoria finale è andata per la prima volta all'Egitto.

## Squadre partecipanti
- Algeria
- Egitto
- Guinea
- Marocco
- Sudan
- Tunisia

## Classifica finale
| Classifica | Squadre |
| ---------- | ------- |
|            | Egitto  |
|            | Tunisia |
|            | Marocco |
| 4          | Algeria |
| 5          | Sudan   |
| 6          | Guinea  |